# Friedberg (efternamn)
Friedberg är ett tyskt efternamn.

## Personer med efternamnet
- Emil Albert Friedberg (1837-1910), tysk jurist
- Gertrude Friedberg (1908–1989; född Gertrude Tonkonogy), amerikansk författare och dramatiker
- Heinrich von Friedberg (1813–1895), tysk jurist och politiker
- Hermann Friedberg (1817–1884), tysk kirurg och rättsläkare
- Jason Friedberg (född 1971), amerikansk regissör och manusförfattare
- Robert Friedberg (1851–1920), tysk nationalekonom och politiker
- Volker Friedberg (född 1921), tysk gynekolog
- Wera Frydtberg (1926–2008), tysk skådespelare, ofta omnämnd som Wera Friedberg